# Biduanda thesmia
Biduanda thesmia är en fjärilsart som beskrevs av William Chapman Hewitson 1863. Biduanda thesmia ingår i släktet Biduanda och familjen juvelvingar. Inga underarter finns listade i Catalogue of Life.